# 70. vestlige længdekreds
Den 70. vestlige længdekreds (eller 70 grader vestlig længde) er en længdekreds, der ligger 70 grader vest for nulmeridianen. Den løber gennem Ishavet, Nordamerika, Atlanterhavet, Caribien, Sydamerika, Stillehavet, det Sydlige Ishav og Antarktis.